# Skyllumina
Skyllumina ist ein Jazzalbum von Ruth Goller. Die wohl 2023 entstandenen Aufnahmen erschienen am 1. März 2024 auf International Anthem.

## Hintergrund
Goller ist bekannt für ihre Bass- und Gesangsarbeit mit Alabaster DePlume, zu dessen Musik sie in Live-Kontexten mit ihrer genre-übergreifenden Improvisation beitrug. Sie wurde auch für ihre Arbeit mit Bex Burchs Band Vula Viel bekannt, deren DIY-Label 2021 Gollers Solo-Debüt Skylla veröffentlichte. In dem Soloprojekt Skyllumina wird Goller, Teil der Londoner Jazz- und Improvisationsszene, von einer wechselnden Truppe von Perkussionisten begleitet, um hypnotische, eindringliche Muster und Kinderreime zu kreieren, notierte John Lewis. Mit Ausnahme eines Tracks mit Lauren Kinsella übernimmt Goller den gesamten Gesang des Albums. Mitgewirkt haben die Schlagzeuger/Perkussionisten Tom Skinner, Mark Sanders, Max Andrzejewski, Bex Burch (Sanza und Llimba), Emanuele Maniscalco, Sebastian Rochford, Will Glaser (Gongs), Frank Rosaly und Jim Hart (auch Vibraphon).

## Titelliste
- Ruth Goller: Skyllumina (International Anthem)[2]

1. Below My Skin 3:39
2. Reach Down into the Deepest White 4:27
3. Of Snowhere 1:48
4. Next Time I Keep My Hands Down 3:41
5. All the Light I Have, I Hand to You 6:40
6. She Was My Own She Was Myself 4:45
7. How to Be Free from It 3:39
8. From Breaks to Shreds It’s a Short Path 4:30
9. Don’t Follow Me 5:05
10. I Have for You – Simple Truth 6:15

Die Kompositionen stammen von Ruth Goller.

## Rezeption

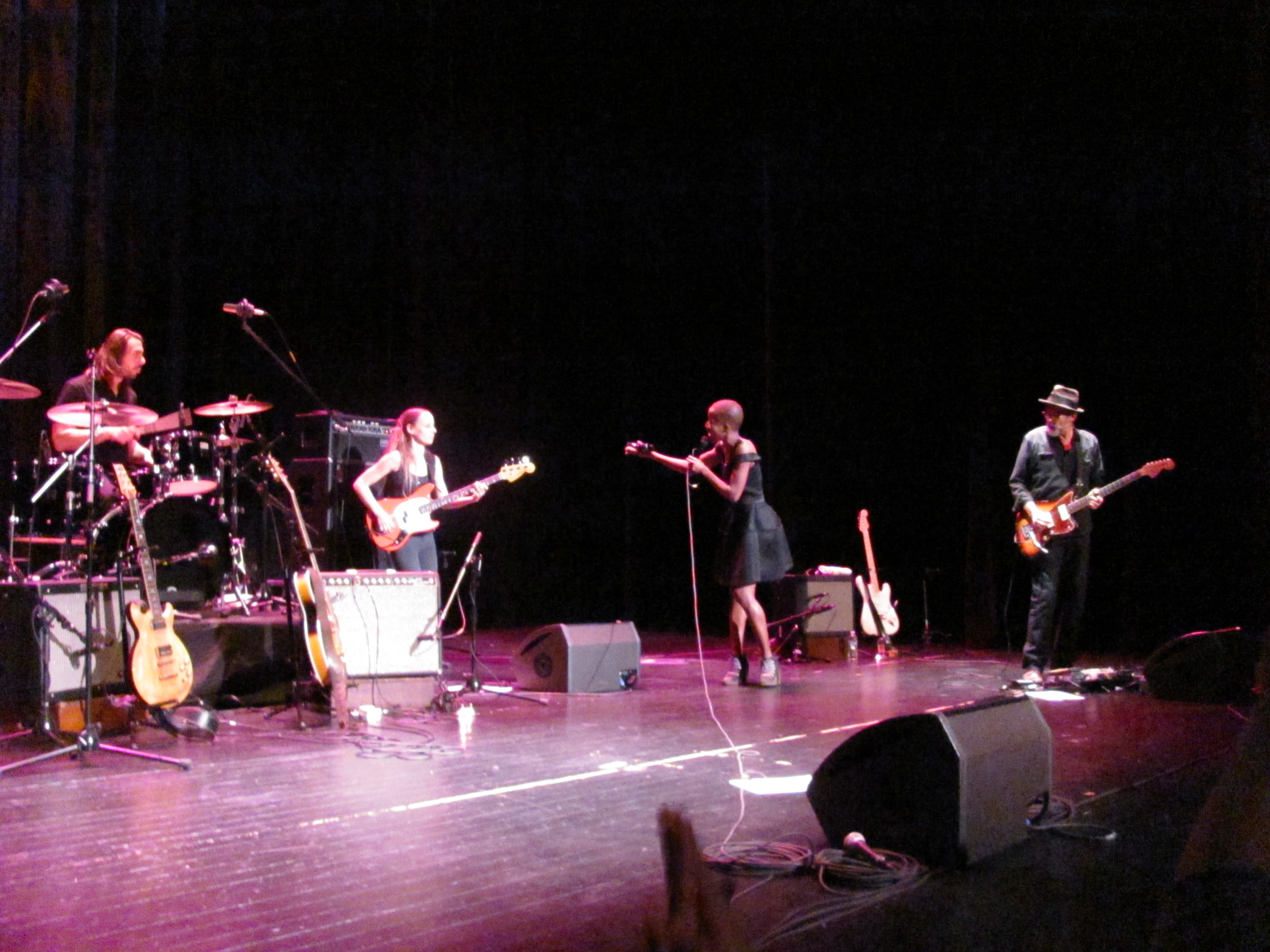
Ruth Goller (Bass) mit dem Schlagzeuger Dave De Rose, Gitarrist Giovanni Ferrario und der Sängerin Rokia Traoré im Nourse Theater in San Francisco, 2013

Goller habe nie eine Ausbildung als Sängerin absolviert, und sie sieht sich in erster Linie als Bassistin. Weiter sage die Musikerin, sie gehe intuitiv an das Singen heran, schrieb Chris May in All About Jazz. Und darin liege ein Teil des Charmes des Albums. „Der Sänger wird zum Lied und das Lied zum Sänger“. Skyllumina sei atemberaubend schön und ein perfektes, außergewöhnliches Meisterwerk. Hoffentlich werde Goller es mit auf die Reise nehmen und ihm die gleiche theatralische Präsentation geben wie Skylla.
Mit diesem Soloprojekt erschaffe Goller eine ganz andere Klangwelt, als bei ihren bisherigen Kollaborationen schrieb John Lewis im Guardian über Skyllumina. Hier klopfte sie wiederholte, hypnotische Muster auf einen verstimmten Bass, um eindringliche Harmonien zu erzeugen – dumpfe, resonante, unheimliche Klänge, die wie Gamelans, Tempelgongs oder Steel Pans klingen können. Während sie auf ihrem ersten Album Skylla (2021) ihren Gesang mit Alice Grant und Lauren Kinsella harmonierte, würde hier Goller alle Gesangsaufgaben selbst übernehmen und kühne Harmonien im Le Mystère des Voix Bulgares-Stil auf mehreren Spuren komponieren, um eine Serie von leicht wahnsinnigen Kinderreimen zu schaffen. Goller erschaffe mit ihren Gäste eine Welt, die sowohl kindlich und selig als auch leicht beängstigend sei.